# Antoñín
Antonio Cortés Heredia, meglio noto come Antoñín (Malaga, 16 aprile 2000), è un calciatore spagnolo, attaccante del Korona Kielce.

## Caratteristiche tecniche
È un centravanti.

## Carriera
Cresciuto nel settore giovanile del Malaga, ha esordito in prima squadra il 21 settembre 2019 disputando l'incontro di Segunda División perso 1-0 contro l'Albacete.
Il 24 febbraio 2020 è stato acquistato a titolo definitivo dal Granada.